# 十三番目のアリス
『十三番目のアリス』（じゅうさんばんめのアリス）とは伏見つかさによる日本のライトノベルである。イラストはシコルスキーがを手がける。元は著者のウェブサイトで公開されていたが第12回電撃小説大賞に応募し3次選考まで残り、その後編集部の目に留まり電撃文庫（メディアワークス）より2006年8月から刊行が開始される。
2007年8月に発売された第4巻以降、新作の発表は途絶えているものの、著者の伏見つかさは2010年8月付の自身のブログで読者の質問に対し、現在進行中の別シリーズが安定して刊行できていないことも含めて自身の力不足であると述べつつ、本作の継続を諦めたわけではないと説明している。

## あらすじ
名家の令嬢である九条院アリスはクラスメイトで婚約者の鬼百合三月とのデートを楽しみ、日々を謳歌していた。ずっと続くかと思われた穏やかな日常。しかし突如として現われた少女によってその日常は奪われてしまった。
アリスを「十三番目」（サーティーンス）と呼び、自らも「三番目」（サード）と名乗る少女・フェレス。抗うこともできずただ戦闘に巻き込まれていくアリスと三月だったが、そのなかでアリスは自らの中に眠る真の力について徐々に理解していくのだった。

## 登場人物

### メインキャラクター
九条院 アリス（くじょういん アリス）
日本有数の名家・九条院家の一人娘。常に誇り高く高潔な理想の自分に近づけるよう心構えを胸に抱いている。母親譲りの金髪碧眼。ゴシックロリータの洋服を特に好む。3年前に瀕死の重傷を負うも、「十三番目のスフィア」の自己治癒機能により一命を取り留めた。三月とは幼馴染かつ婚約者であり生涯の伴侶となることを喜んで受け入れているが彼に対しては頼りなさを感じており、Sッ気全開で従者のように扱っている。
フェレスの襲撃により「十三番目」（サーティーンス）として覚醒した。
専用武装は銃身444mmの自動拳銃「ジャバウォック」。属性変異（バレルチェンジ）には、射線軸方向にあるものを全て蒸発させるエネルギーカノン「オメガブラスト」（最終形態：バレル「Ω」）がある。最終形態より前の属性変異もあるようなのだが、アリスはいきなり最終段階に属性変化できてしまった。
鬼百合 三月（おにゆり みつき）
アリスの婚約者でクラスメイト。よく日に焼けた肌をしており麦藁帽子を好む。父親は大企業「マーチヘアグループ」の経営者だが、当人は帽子屋を営む祖父母の下で暮らしている。お小遣いは月3000円。他人の歓びを我が事のように感じられる性格。女の子をエスコートすることは得意でないが、アリスのことは大切に想っている。ふいに気障な事を本気で言う。アリスの窮地にいつでも駆けつける王子様のような存在。意外と大きな胸が好き。
九条院 ラミア（くじょういん ラミア）
アリスの母親。かつてある「組織」の研究機関でLTスフィアについての研究に従事していた。当時の肩書きは、第十二研究室室長「白面金毛」（はくめんこんもう）ラミア・フォックス博士。3年前アリスを自ら発見した「十三番目のスフィア」の力で救ったのち、「組織」を離れて夫の残した遺産を使いアリスのための研究を続けている。九条院邸にはほとんど顔を出さないためアリスからは放蕩母の烙印を押されている。「十二番目のスフィア」を発見したのも彼女。
リリス・グラム
アリスのクラスに突然現われた転校生。「十二番目」（トゥエルフス）。生まれつきの病気を持っており、眼の色が赤くなるにつれて病気が悪化するのだが、スフィアをいれたことにより病気が治る。しかしそのせいでかけがえのない親友を失う。普段は全身に純白の衣裳を纏う。三月のことを気に入っている。第九研究室と、構造が指揮する第十二研究室との共同施術により作られた。「組織」を裏切り追われながらも十三番目であるアリスのことを監視していた。統合型と呼ばれる特殊な型のスフィアであるため、他のスフィア装備することで同時にそのスフィアの専用武装を呼び出すこともできる。
専用武装は銀の針を打ち出す白銀の拳銃「シルヴィア」。属性変異には散弾を撃つバレル「α」と追尾弾を撃つバレル「ζ」、加速弾を放つバレル「η」があり4000mを越す超長距離精密射撃を行ったこともある。さらにアリスと同じ「オメガブラスト」を放つバレル「Ω」も存在する。
1巻開始時点で一番目（ファースト）を撃破済みであり、そのスフィアにより漆黒の剣の専用武装「ノートゥング」も呼び出せる。「α形態」は細剣で、周囲のエネルギーを吸収して刀身に蓄えることができる。「β形態」は長剣で、「α形態」で吸収したエネルギーを放つことができる。また「γ形態」はさらに長く分厚い大剣となる。

### 皇城学院
桐山 誠人（きりやま まこと）
アリスのクラスメイト。3年1組のクラス委員をしており中等部クラス委員会委員長（中等部の生徒会長）も任されている。口調は荒く、鋭い三白眼だが同級生や下級生からの信頼は厚い。全校生徒の顔・名前を覚えている。将来の夢は医者になることで、成績は常に学年トップ。家はそれほど裕福ではないが、高成績を条件に特待生となっているため入学金も授業料も免除されている。怜奈とはいつも言い合いをしているが仲が良く、寝坊気味の彼女を毎朝起こしに行っている。
宮田 怜奈（みやた れいな）
アリスのクラスメイト。背が非常に高くスポーツが得意。実家は有名玩具メーカー「ミヤタ」で、社長令嬢である。性格は掴みどころがなく、その会話は下世話な方向に向かうことが多い。三月とは天然同士仲が良い。誠人に対しては親愛を込めておちょくる様な言動を取る。
皇城 瞑（こうじょう めい）
アリス達の後輩で中等部1年生。名字の通り皇城学院理事長の娘で、瑠璃とは姉妹。黒髪に赤いリボンを付けた小悪魔系で、髪型は作中で何度か変えている。アリスを慕う下級生達の中でも特に積極的で、自分のものにしたいと思っているほど。そのためアリスの婚約者である三月のことを敵視している。名前が出たのと本格的な登場は2巻であるが、1巻にも瞑らしき人物が登場しているシーンがある。
皇城 瑠璃（こうじょう るり）
皇城学院高等部3年生で、風紀委員長。名字の通り皇城学院理事長の娘で、瞑とは姉妹。ドリル状の縦ロールをした髪型がポイントで、怜奈から「ドリル先輩」と呼ばれている。プライドが高いため、口うるさい代わりに相手によっては簡単にあしらわれてしまう。素直に他人に言うことはないものの、意外と面倒見はよく他人のことを気にかけている。

### 「組織」
殺戮人形（キリングドール）またはその元となる素体の配置については、小説初出時点の設定に準拠。

#### 第三研究室
フェレス・B・フレイア
「三番目」（サード）。第三研究室所属の殺戮人形。Bの一字はミドルネームではなく製造番号である。その素体にはハインツのクローンが使われ、記憶も彼のものが移植されている。偏執的なまでのハインツへの情愛と、他者への殺戮衝動をもっている。アリスとの戦闘で暴走しかけ自殺覚悟で「酸の霧」（アシッドミスト）の竜巻を発生させるが、消滅。彼女のスフィアはリリスに回収された。
専用武装は大戦斧「イクリプス」。斬撃により旋風を発生させることができる。また属性変異には「酸の霧」（第二形態）があり、攻撃・防御ともに能力が向上する。
ハインツ・フレイ
「組織」の第三研究室室長。二つ名は「斑傀儡」（まだらくぐつ）。過去に酷い経験をしており、それを二度と繰り返さないために強大な力を手に入れようとする。フェレスと同様、彼女へ歪んだ愛情を注いでいる。

#### 第四研究室
馮 如狼（ヒョウ・ルウラン）
「四番目」（フォース）。第四研究室所属の殺戮人形。獣の遺伝子を組み込まれており、ネコのような尻尾と耳がついている。完全な戦闘用として作られているため日常生活は難儀。よく乾電池を食べて電気を補充しており、戦闘時はその電気を放出して戦う。現在は裏切り者のリリスを追っている。
専用武装は青竜刀「迅雷」。刀身に雷を纏っているほか、幾通りか存在する特殊攻撃はすべて雷を利用している。威力・攻撃範囲・攻撃速度・連射性能など、どの点をとっても火力としては最高クラスを誇る。
馮（ヒョウ）
「組織」の第四研究室室長。まだ作中では名字しか出てこない。黒目が違う方向を向いているなど、ちょっと不気味な老人。第九研究室襲撃の際、イリスをその手中におさめた。「合成獣」（キメラ）の研究を行っている。

#### 第六研究室
六番目（シクスス）
名前はまだ作中で明らかにされていない。第六研究室所属の殺戮人形。特殊機能として「穏形」（ステルス）機能を持ち、スフィア同士の共振も気配も抑えてまさに影のように待機・行動することができる。目の前にいて声も聞こえる状態であっても、非常に存在感が希薄で認知しづらい。表向きは裏切り者のリリスに破壊されたことになっているが、実際にはリリスと構造との取り引きにより「そういうことにした」だけである。
加賀見 構造（かがみ こうぞう）
「組織」の第六研究室室長。二つ名は「剥落四魂」（はくらくしこん）。細身の長身と鋭い目鼻立ちは冷血さを感じさせ、神経の酷使により若くして白髪が生えるようになってしまった。言動に裏表がなくラミアが「組織」で唯一信用している人物。ラミアがアリスとともに「組織」を離れる際、事後処理を彼女に託された。
ラミアから第十二研究室室長の肩書きを引き継ぎ、兼任している。

#### 第七研究室
ノエル
「七番目」（セブンス）。第七研究室の殺戮人形。ブルーエデンの防衛が任務。黒づくめの服を愛用していて、黒髪を後ろでポニーテールにしている。すらりとした長身で、隻眼。瞳の色は深紅。
かつて不治の病に冒されて入院しており、そこでの悲痛な失恋のため男性恐怖症だが三月に対しては拒否反応が出ないらしい。
専用武装は日本刀「黒蓮」。属性変異で刀身に炎を纏わせることができる。また、これは他と違い召喚できない（常に身につけていなければならない）固定専用武装である。ノエルはこれを媒体としてブルーエデンを2つ目のスフィアとして使用でき、暴走などの心配なく飛躍的に能力を向上させられる。
エレノア・シュタインベルク
「組織」の第七研究室室長。9歳ながら、世界最高の研究機関NOAで3つ以上の博士号を取る天才児。金髪碧眼で縁なしメガネをかけている。その容姿とは対照的に老成した口調だが夜中に一人でトイレに行けないなど、年相応な部分もある。
研究課題は「LTスフィアの複製」で、その成果のT.S.S（ツイン・スフィア・システム）をノエルに使用している。構造のかつての教え子であり、彼だけに対しては尊敬の意を表している。

#### 第九研究室
イリス・ボラッツ
「九番目」（ナインス）。ある事情により第四研究室に所属している殺戮人形。リリスの幼馴染みだが、その記憶は失われている。
専用武装はエメラルド色の鎖。半自動型でありその名称を発声しなくても武装自体の意志により使用者の肉体を突き破って呼び出され、攻撃を行う。そのため名称は不明。同時に出せる本数は確認された範囲で7本あり速度は高速、さらに800メートル近く伸ばすこともできる。使用者の受けた苦痛が大きくなるにつれてその威力が上昇していく特性を持つ。
レイオット・ボラッツ
「組織」の第九研究室室長だったが、2年前に第四研究室の襲撃にあい死亡。神父として身寄りのない子供引き取ったり、イリスに情を移してしまったりと「組織」所属にしては人間味のある人物だった。
研究課題は「スフィア適性の解明」。

#### 第十研究室
悠里（ゆうり）
「十番目」（テンス）。第十研究室所属の殺戮人形。人間ベースではなく9割が無機材料で作られた人造人間。一見すると弱気でドジなメイドだが、そのパワーは驚異的に高い。その代償として一日に2万キロカロリーの食事が必要なうえに体重が180キロもあることは本人も気にしている。アリスとの戦闘後、逃走。その後ちょっと情けない場面でアリスと偶然再会した。
専用武装は機動装甲「ドレッドノート」。単純にパワーが大きい巨大な鋼の甲冑。しかし人間でない彼女はそれをフルに使うことはできず、その一部を短時間召喚できるのみである。
アレク・フランケンシュタイン
「組織」の第十研究室室長。二つ名は「縫合義体」（ほうごうぎたい）。青年のような外見だが、実際は老人である。過去に遭遇した悲しい出来事をきっかけに「真なる人造人間の作成」を研究目標としている。そのため、悠里にも戦闘機能だけではなく人間らしい感情や仕草を付与している。悠里に対しては意地悪をすることが多い。

#### 第十二研究室
かつてはラミア・フォックス博士（九条院ラミア）が室長を務めていたが、彼女の「組織」離反後、その肩書は加賀見構造に引き継がれた。
第十二研究室の研究課題は「死者蘇生」である。

#### その他
一番目（ファースト）
第一研究室所属の殺戮人形だと思われるが断定はできない。作品開始時には既にリリスに倒されており、詳しい描写はない。本名なども不明。そのスフィアはリリスに回収済みである。
専用武装の漆黒の剣「ノートゥング」は、現在ではリリスが使用している。

## 組織・団体
皇城学院（こうじょうがくいん）
およそ2000m2にも及ぶ敷地内に高等部や中等部をもつ名門私立学校。中高一貫のエスカレーター方式を採用しており生徒には全国にある名家の子息令嬢が多い。敷地内には食堂・購買・図書館・体育館などの設備が整っている。敷地の南端に正門があり、その傍らには白い洋館風のカフェ「白楼館」がある。
「組織」
LTスフィアの研究を主要命題とする組織。12の独立した研究室を有し、それぞれが個別のLTスフィアについて研究をしている。研究室同士は基本的に互いに反目しあっている。表では隠れ蓑として人工臓器や義肢の研究開発をしているが裏では人体クローンや生体強化、死者蘇生の研究をしている部署もある。

## 技術・現象
LT（ロストテクノロジー）スフィア
世界各地で発見された指先ほどの極小の球体。現在の科学技術でも解明できないオーパーツ。適正素体の心臓に癒着・寄生し、その身体能力を格段に向上させる性質をもつ。元々「組織」はこの物質そのものの解析を目的としていたが、現在はこれを適正素体に埋め込みその能力を推し量る方向へ研究が移行しつつある。
発見順に『○番目のスフィア』（「○番目の」に、その番号を表す英語の序数詞のカタカナ表記のルビがつく）と番号が付けられている。それぞれのスフィアを埋め込まれた素体も、しばしばこの番号で呼ばれる。これまでに発見された個数は13個だが、アリスが持つ十三番目のスフィアは「組織」が存在を知らないため、現在「組織」内で公式に確認されているのは12個。それぞれが違った機構を持つ。
殺戮人形（キリングドール）
LTスフィアを心臓に移植された素体のこと。その兵器としての殺傷能力の高さから「組織」内でこのように呼ばれることがある。
出来損ないの人形（ディフェクティヴ・ドール）
組織でクローン技術を応用し開発・大量生産されたモノ。単にドールとも呼ばれる。特に個性はなく命令に従って行動する。一定以上の損傷を受けると自爆するように作られており、外部へ機密を漏らさないよう考慮されている。
共振反応（エコー）
LTスフィア同士が接近した場合に起こる共鳴現象。素体同士の場合は心臓に痛みが奔ることでも感知できる。この痛みは出力が下回った側に発生するほか、急激な憎悪・破壊衝動をともなう。またこの共振反応は周囲に人が近寄りづらい状況を作り出す効果ももつ。

## 武器
専用武装（カラミティ）
戦闘に際し各LTスフィア保有者がそれぞれに固有の名称を発声することにより、光をともなって現われる武器。その威力ゆえ「災厄」（カラミティ、calamity）と呼ばれる。使用者のLTスフィアの番号を頭につけて「○番目の災厄」と呼ばれることもある。様式・性能はLTスフィアによって異なり、中近接武器の「イクリプス」や射撃武器の「シルヴィア」など様々。属性変異（バレルチェンジ）させることで新たな能力を付加することも可能で、この変異には段階がある。

## 既刊一覧
- 伏見つかさ（著）・シコルスキー（イラスト） 『十三番目のアリス』 メディアワークス〈電撃文庫〉、既刊4巻（2007年8月10日現在）
  1. 2006年8月10日発売[2]、ISBN 978-4-8402-3515-0
  2. 2006年12月10日発売[3]、ISBN 978-4-8402-3642-3
  3. 2007年4月10日発売[4]、ISBN 978-4-8402-3802-1
  4. 2007年8月10日発売[5]、ISBN 978-4-8402-3930-1